# Sponk

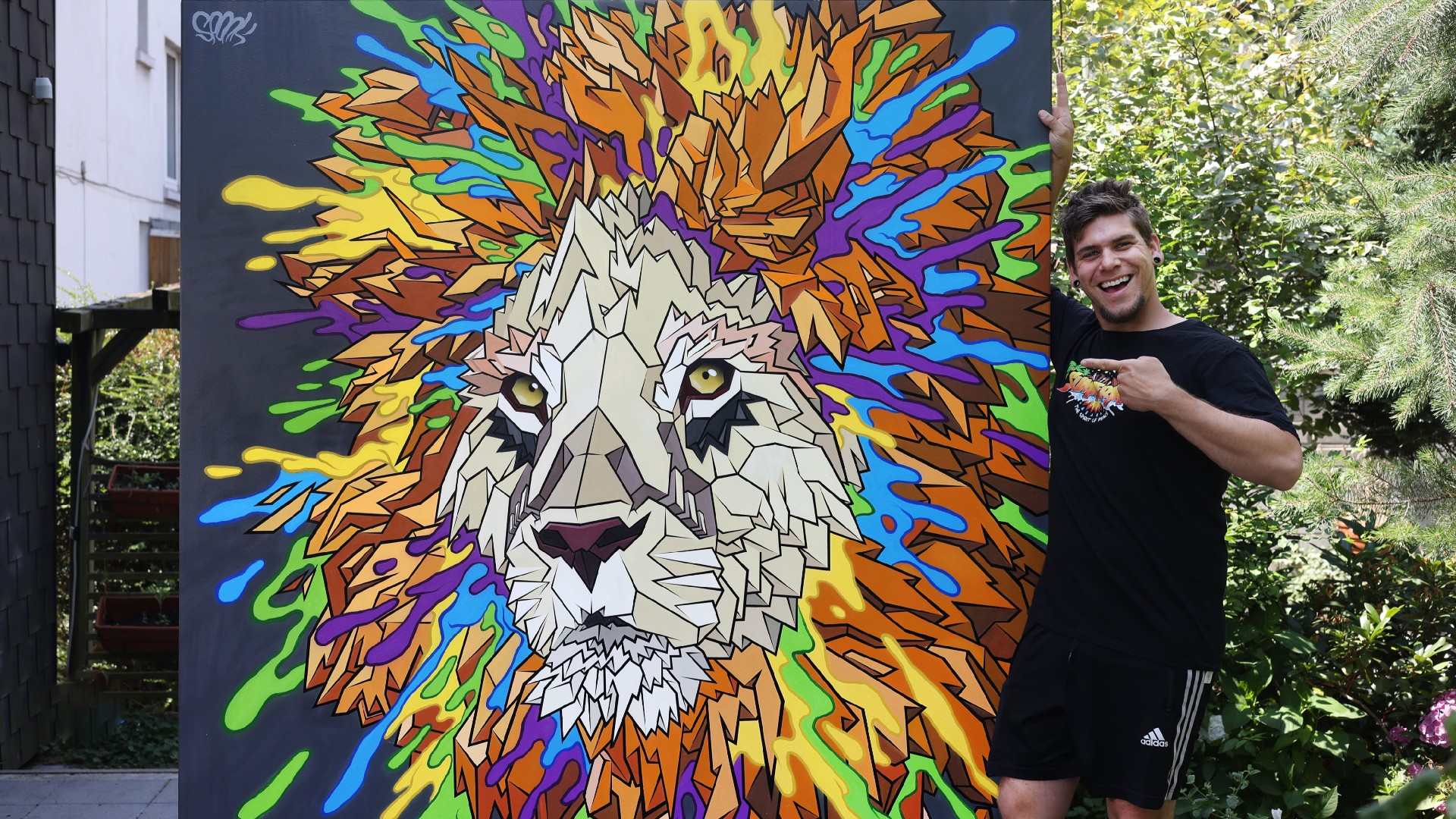
Sponk auf dem Summerjam Festival 2023

Sponk, mit bürgerlichem Namen Dan Geffert (* 26. April 1989 in Bochum), ist ein deutscher Künstler, der für seine Beiträge zur Graffiti-Kunst und die Entdeckung der Kunstrichtung „Vivid Liquids“ bekannt ist.

## Leben und Werdegang
Sponk begann seine künstlerische Laufbahn im Jahr 2005 in der Graffiti-Szene und entwickelte sich rasch zu einem talentierten Künstler. In diesem Zusammenhang kreierte er auch seinen Künstlernamen „Sponk“. Früh in seiner Karriere erhielt er die Möglichkeit, das Schulgebäude „Pyramide“ der Evangelischen Gesamtschule Gelsenkirchen als Atelier zu nutzen, was seine kreative Entwicklung förderte. Im Jahr 2009 schloss er sein Abitur ab und absolvierte eine Ausbildung zum Tätowierer. Sein vielseitiges Interesse führte ihn im Jahr 2010 zum Biologiestudium an der Ruhr-Universität Bochum.

## Künstlerischer Durchbruch und „Vivid Liquids“
Im Jahr 2011 entschied sich Sponk, das Biologie-Studium abzubrechen und begann den Studiengang „Industrielles Produkt-Design“ an der Fontys in Venlo. Während dieser Zeit entwickelte er seinen eigenen Stil und präsentierte 2012 seine erste Einzelausstellung mit dem Titel „Sponk stellt aus!“ an der Evangelischen Gesamtschule Gelsenkirchen. Zudem gründete er sein Unternehmen „Sponk-Design“ und schuf Graffitikunstwerke, darunter die Gestaltung einer 20 Meter hohen Rundbunkerfassade in Gelsenkirchen.
Sponks Leidenschaft für Kunst führte ihn schließlich zur Folkwang Universität der Künste, wo er den Studiengang „Industrial Design“ verfolgte.
2015 entdeckte Sponk die Kunstrichtung „Vivid Liquids“, mit der er faszinierende Werke schuf, die die zufälligen Verhaltensweisen von Farben und Flüssigkeiten im makroskopischen Bereich einfingen. Diese Entdeckung markierte einen Wendepunkt in seiner künstlerischen Reise.

## Erfolg und internationale Anerkennung
Seit der Entdeckung von „Vivid Liquids“ hat Sponk kontinuierlich Erfolge erzielt. Er führte Graffiti-Live-Performances auf bekannten Musikfestivals wie „Hai in den Mai“, „Rock am Ring“, „Summerjam“, „Antaris“ und „Wonderland“ durch. Im Jahr 2019 stellte er seine „Vivid Liquids“-Maschine namens „Ernst Haeckel“ im Museum Folkwang aus. Seine Kunst wurde auch international anerkannt, als er im Januar 2020 an einer großen Ausstellung im Hong Art Museum in Chongqing, China, teilnahm. Seine Werke wurden weltweit geschätzt, und Sponk hat seine Kunst mit United Charity in wohltätigen Aktionen eingesetzt.

## Sponks Werk
Sponks Kunst zeichnet sich durch eine einzigartige Mischung aus verschiedenen Techniken und Stilrichtungen aus. Seine Graffiti-Arbeiten sind farbenfroh und dynamisch, während seine „Vivid Liquids“-Kunstwerke eine hypnotische und meditative Qualität besitzen. In seinen Werken erforscht Sponk die Schnittstelle zwischen Kunst, Wissenschaft und Technologie.